# Зимин, Михаил Сергеевич
Михаи́л Серге́евич Зи́мин (род. 1 мая 1983 года, Златоуст, СССР) — российский пловец-паралимпиец. Чемпион летних Паралимпйских игр, двукратный чемпион мира, заслуженный мастер спорта России по плаванию среди спортсменов с нарушением зрения.

## Биография
Михаил Зимин родился 1 мая 1983 года в Златоусте. В плавание Зимина привел первый тренер Сергей Петрович Назаренко, учитель физкультуры школы-интерната для слабо видящих детей города Троицка. Первый тренер — Гузель Третьякова. С 2006 года входит в паралимпийскую сборную России. На чемпионате мира по плаванию 2006 завоевал серебро на дистанции 100 метров брассом. Через два года, на Паралимпийских играх 2008 в Пекине занял 4 место на 100 метров брассом. На следующий год стал чемпионом мира на короткой воде в эстафете 4×100 метров комплекс. На чемпионате мира 2010 стал чемпионом мира в эстафете, а также завоевал бронзу на 100 метров брассом. На летних Паралимпийских играх 2012 в Лондоне стал паралимпийским чемпионом на дистанции 100 метров брассом, установив новый мировой рекорд — 1:07.05. В интервью Михаил сказал, что посвящает свою золотую медаль своему отцу, который умер 2 года назад. Вскоре после Паралимпиады был награждён орденом Дружбы, а также ему было присвоено звание заслуженный мастер спорта России. На чемпионате мира 2013 выиграл серебро на дистанции 100 метров брассом. Женат, дочь Полина. Окончил Стерлитамакский институт физической культуры.

## Награды
- Орден Дружбы (10 сентября 2012 года) — за большой вклад в развитие физической культуры и спорта, высокие спортивные достижения на XIV Паралимпийских летних играх 2012 года в городе Лондоне (Великобритания)[2].
- Заслуженный мастер спорта России (2012).